# Хролин (станція)
Хролин — проміжна залізнична станція 5 класу Козятинської дирекції залізничних перевезень Південно-Західної залізниці, розташована поряд із селом Хролин.
Станцію було відкрито 1 (13) березня 1873 року, одночасно із відкриттям руху на лінії Бердичів — Кривин, під такою ж назвою. Електрифікована разом із усією лінією 1964 року.